# Pelagius
Pelagius (354 – 420/440) var en britisk munk i oldkirken. Navnet Pelagius er den græske form af det keltiske navn Morgan (= havfødt).

## Baggrund
Pelagius bekendte sig til en asketisk livsform. Tidligt i 380'erne kom han til Rom for at læse til jurist, men ombestemte sig og ville hellere blive præst. Pelagius blev i sin samtid omtalt som en ren kæmpe, måske endnu højere end den 1,90 meter høje Skt David fra Wales. I Rom kom den irske munk Celestinus til at dele hans overbevisninger. I 409 rejste de sammen til Afrika. Pelagius tog også på pilgrimsfærd til Jerusalem. Han var veluddannet og talte og skrev både græsk og latin, og var desuden en anerkendt teolog. Hans senere liv blev præget af en række stridigheder med bl.a Augustin og Hieronymus.

## Teologi
Pelagius benægtede doktrinen om at arvesynden fra Adam, og blev derfor erklæret som kætter af den romerskkatolske kirke. Hans fortolkning af doktrinen om den frie vilje blev kendt som pelagianisme. Pelagius protesterede mod Augustins doktrin om arvesynden og den guddommelige nåde ved at påpege den manglende moral, den tro ville medføre: Hvis nåde gives uden fortjeneste, hvorfor skal man så gøre gode gerninger overhovedet? Oven i købet benægter Augustin at mennesket kan være syndfrit, ikke engang efter dåben, hvad der står i modsætning til Guds egen befaling: "Vær da fuldkomne, som jeres himmelske far er fuldkommen!"
I 415 anklagede synoden i Jerusalem Pelagius for kætteri. Synoden i Karthago i 416 fordømte både ham og Celestinus som kættere. I 418 bandlyste pave Innocent I ham.  Men hans tanker levede videre, særlig i hjemlandet. I The Chronicle of prosper of Aquitaine står under året 429, at "Pelagius bragte med sin lære en snigende ødelæggelse ind i menighederne i Britannien", og videre at pave Celestin på opfordring af diakonen Palladius (der var missionær i Irland før Skt Patrick af Irland), sendte biskop Germanus fra Auxerre til briterne, for at lede dem til den sande katolske tro. Under året 431 står der videre, at Palladius blev ordineret og sendt til Irland som landet første biskop. En del af historierne om Skt. Patrick drejer sig sandsynligvis om Palladius.
En keltisk prædikensamling fra ca. år 700 beskriver tre typer martyrium:
1. Det røde martyrium, at dø for sin tro
2. Det hvide martyrium, at forlade alt for Kristi skyld
3. Det grønne martyrium, at blive fri for begær gennem faste og bod

Pelagius stod hele sit liv fast på, at man ved det grønne martyrium kunne blive syndfri ved sine gerninger.